# EXIT TUNESプレゼンツ 週刊3D 出口はドコだ!?
「EXIT TUNESプレゼンツ 週刊3D 出口はドコだ!?」（エグジットチューンズプレゼンツ しゅうかんスリーディー でぐちはドコだ!?）は『週刊少年チャンピオン』にて2013年10号から2014年24号まで連載されていた読者投稿コーナーである。略称、通称は「週刊3D」（しゅうかんスリーディー）。
週刊少年チャンピオンとレコード会社「エグジットチューンズ（EXIT TUNES）」のコラボレーション企画として誕生。それまで8年間に渡り連載されていた「西口プロレス認定 チャンピオン投稿コロシアム(CTC)」の跡を継いで連載が開始された。
司会進行役はEXIT TUNES所属のシンガーソングライターやインターネット上の歌い手、そしてVOCALOID楽曲の製作者が担当していた。イラスト・漫画担当は最上武人。
2014年23号誌上で、4代目レースを以って連載終了することが発表された。その翌週の2014年24号にて連載1年3か月で終了。読者投稿コーナー不在の状態が3号続いた後、2014年28号より「週チャンひみつ基地局」（通称「チャンみつ」）に変更となった。

## 概要
2013年4＋5号にて「CT LIVE!（チャンピオン投稿ライブ）」という仮の名称で初めて告知された。新読者ページタイトル案を読者から募集した結果、大正解としやのアイディアが採用され、2013年9号にて正式タイトルが発表された。
「週刊3D 出口はドコだ!?」の由来は、「EXIT＝出口」にかけて、ギャグと萌えとカオスが入り混じった出口のない読者ページをイメージしたとの事。週刊少年チャンピオンの歴代読者投稿ページで、「チャンピオン」の名を冠しないタイトルが用いられたのは、1994年の「寄席ばいいのに!」以来19年ぶりである。
誌面は、司会進行役のメンバーが登場する漫画（作中で、読者が投稿したハガキが採用された事もある）、読者から寄せられた投稿ハガキ紹介、読者の獲得ポイントランキング、司会進行役による誌上トーク、コーナー募集告知から構成されている。
原則として1シリーズ全12週のポイントレース。文字ネタが掲載されれば1ポイント獲得。ハガキネタ（イラストネタ、文字ネタを問わず）が掲載されれば2ポイント獲得。イラストネタ、文字ネタを問わず掲載された全てのネタの中から1号につき1ネタ選出されるMVPネタは5ポイント獲得となる。
全12週に渡る累計獲得ポイント数でランキングが決まり、優勝者には「世界に1枚の週刊3Dメモリアルゴールドディスク」他、副賞としてiPad miniなどの豪華賞品。上位10名には「チャンピオン×EXIT TUNES特製プレミアグッズ福袋」が進呈される。
先代読者ページCTCのコーナーであった「萌-1グランプリ」や「芸能界都市伝説」(初代レースのみ)を引き継ぐ一方、「僕はプロデューサー!」コーナーに見られるように音楽にまつわるネタを募集したり、レース閉幕後のシーズンオフ期間を「アンコール」と称したり、読者投稿ページを音楽ライブ会場に見立てた演出が施されている。
司会進行役を担当する歌手や楽曲製作者を取り上げた投稿ネタや、ファンレターが度々掲載されるのも特徴。
EXIT TUNES所属アーティストが出演するライブ「ETA(エグジットチューンズ アカデミー)」の会場に「週刊3D」投稿用のポストを設置して、来場者からも投稿を受け付ける事もあり、2013年15号にて「感謝のエグジットチューンズ特集」として紹介された。
投稿は官製ハガキを郵送するか、またはハガキサイズの紙をまとめて封筒に入れて郵送する方法で受け付けていた。携帯電話やインターネットでの投稿は受け付けていなかった。Twitter、その他SNSなどの「週刊3D 公式アカウント」にて、投稿ハガキのネタ及びペンネームを掲載する事があると誌上で告知されていたが、2014年24号を以って連載が終了するまで週刊3D公式アカウントが開設されることはなかった。

## メンバー

### 司会進行
もいもい（森永真由美）
EXIT TUNES所属のシンガーソングライター。佐賀県出身。
司会進行役メンバーの中では、唯一の女性メンバー。
誌上では、猫のような獣耳をつけた独特の帽子を被る似顔絵で登場する。その帽子を被っている人は総じて「もい族」と称されている。
誌上では怒ると佐賀弁を話すと設定されている。
デッドボールPが下ネタで暴走する度に、一喝している。
赤飯
EXIT TUNESに所属しているインターネット上の歌い手。三重県出身。
誌上では、頬に「赤」「飯」と書かれ、眼鏡に蝶ネクタイ姿の全身猫の外見をした似顔絵で登場する。
誌上では関西弁を話している。
週刊3D連載開始時に「浦安鉄筋家族」を全巻読み返した事を明らかにし、冒頭の漫画内では大沢木小鉄のコスプレ姿を披露した。
灯油
EXIT TUNESに所属しているインターネット上の歌い手。
誌上では八重歯に怒髪姿で、炎が描かれた眼帯を身に付けた、全身ポリタンク姿の似顔絵で登場する。
誌上では敬語で話している。
しゃむおん
EXIT TUNESに所属しているインターネット上の歌い手。群馬県出身。
誌上では頭に亀を乗せて、側には猫や犬になつかれている似顔絵で登場する。
誌上ではマイペース過ぎるという設定で、「……するよ〜」などと語尾を伸ばして話す。
ぐるたみん
EXIT TUNESに所属しているインターネット上の歌い手。千葉県出身。
誌上では黒髪の怒髪姿で、頭の上に拡声器をのせている似顔絵で登場する。
誌上では感動した時など、度々絶叫する。
__(アンダーバー)
EXIT TUNESに所属しているインターネット上の歌い手。アンダーバー星の国王という設定を持っている。
誌上では、漫画で多用されている笑い顔マークが描かれた覆面を被った姿の似顔絵で登場する。
誌上では「……わね〜」などとオネエ言葉で話す。
デッドボールP
EXIT TUNESに所属しているミュージシャン。VOCALOID楽曲の製作者。
略称はデP。
誌上では、全身野球ボールの姿で描かれ、額に「デ」の字が書かれた似顔絵で登場する。
パンツネタなどの下ネタを好み、暴走する度にもいもいに一喝される。2013年14号では「いきいきごんぼ」の吏毘堂猛にシンパシー（共感）を感じている事を明かした。
DJ UTO（加藤和宏）
EXIT TUNES代表取締役社長。
2代目レースから開始するコーナー「DJ UTOの未確認とんでもオペレーション」で「単語」を提示する指令役である。

### イラストレーター
最上武人
週刊3D連載開始当初からのイラストレーター。
漫画家志望者。主な受賞は、「週刊少年チャンピオン月例フレッシュ賞」2010年7月期・期待賞、「角川漫画新人賞」第8回・ヤングエース特別賞。

## コーナー

### 現在募集中のコーナー
DJ UTOの未確認とんでもオペレーション
2代目レースから登場したコーナー。謎の男・DJ UTOから提示された「単語」の詳細を、読者に想像力と妄想力をフルに発揮してイラスト・文字ネタで解説してもらう。
萌-1グランプリ
先代読者ページ「CTC」から引き継いだ伝統的なイラストコーナー。月ごとに出されるお題に沿って女子イラストを描いてもらう。オタク芸人として名を馳せている三平×2の嗜好の影響が強いためなのか、お題が異様にこだわりすぎたCTC時代とくらべて、マニアック度は薄れている。1か月ごとに1回のペースでお題を出題している。
過去のお題
第1回　斬新極まりない女性歌手
第2回　○○すぎる女性ハガキ職人
第3回　駅のホームにたたずむ女の子　
第4回　お弁当女子　
第5回　スマホをいじる女の子
第6回　アルバイトしている女の子
第7回　海辺・プールで遊ぶ女の子
第8回　武装する女の子

僕はプロデューサー!
ピーンとひらめいた、大ヒット間違いなし！と思う新曲のタイトルを考えてもらう。ハガキに「聞いてください、新曲の……」という定形文に続いて曲名を書く。
チャンピオンいらすとLIVE!
週刊少年チャンピオン連載作品のキャラクターの似顔絵を募集するイラストコーナー。「週刊3D」の司会進行役メンバーの似顔絵も受け付けている。2代目レースからはこれまで「今週のボーナストラック」コーナーに送られていたイラスト一発ネタも受け付ける「オムニバスイラストLIVEコーナー」としてリニューアルする。コマ漫画もOK。
今週のボーナストラック
2代目レースからは、1〜20文字程度の文字ネタのみを募集。欄外や柱に掲載される。これまで「今週のボーナストラック」に送られていたイラスト一発ネタは、2代目レースからは「チャンピオンいらすとLIVE!」に掲載される。
この食い合わせはデッドボール!
世の中にあるギリギリじゃない、デッドボールな組み合わせを募集する。例えば「全裸でカレーうどん」など。
赤飯おばあちゃんにドヤ
赤飯おばあちゃんに、おめでたくて赤飯を炊きたくなるような自分の快挙を報告するコーナー。ハガキに「聞いて聞いて赤飯おばあちゃん!」の定形文に続いて、自分の快挙ネタを書く。

### 終了したコーナー
芸能界都市伝説R
先代読者ページ「CTC」から「萌-1グランプリ」と共に引き継いだコーナー。有名人の根も葉もないステキな都市伝説をでっち上げる。初代レースで終了。
俺の恋愛相談を聞け!
友達にも親兄弟にも相談できない恋愛相談を募集していた。初代レースで終了。
絶叫★恥ライブ!
思い出すだけで頭を抱えちゃうような恥ずかしい思い出を、ハガキに向かって絶叫シャウトしてもらう。初代レースで終了。
週チャン式★超ラッキーアイテム
運気がない誰かのために、絶妙に的外れなラッキーアイテムを募集するコーナー。初代レースで終了。
妄想ネタバレ注意報!
テレビドラマ、映画、コミックなど、ありとあらゆるジャンルの妄想ネタバレをでっち上げる。初代レースで終了。

## 歴代レースシリーズ

### 歴代チャンピオン一覧
| 期数  | レース期間               | 優勝者        | 都道府県 | 得点 | 備考                                                                            |
| ----- | ------------------------ | ------------- | -------- | ---- | ------------------------------------------------------------------------------- |
| 初代  | 2013年10号〜21＋22号     | 信山★しんざん | 東京都   | 48P  | CTCや黒チャンピオン党など週刊少年チャンピオンの常連投稿者にして、今回が初優勝。 |
| 2代目 | 2013年26号〜38号         | 縁導合        | 埼玉県   | 54P  | CTC時代からのイラスト投稿常連で、今回が初優勝。                                 |
| 3代目 | 2013年42号〜2014年2＋3号 | 沙翁15        | 東京都   | 45P  | 現役高校生の投稿戦士で、今回が初優勝。                                          |
| 4代目 | 2014年9号〜23号          | 縁導合        | 埼玉県   | 87P  | 2回目の優勝。                                                                   |

## ノベルティグッズ　賞品

### オリジナルノベルティ
世界に1枚の「週刊3Dメモリアルゴールドディスク」
投稿レースの優勝者だけに進呈される世界で1枚のプレミアムCD。完全オーダーメイド品であり、収録内容を聴けるのは優勝者だけ。誌上で公開されているイメージ図によると、レーベルには週刊3D司会進行役のメンバー達の似顔絵が描かれ、収納ケースには優勝者のペンネームが刻印される予定。
週刊3Dオリジナルメンバーズカード
ハガキが初掲載された投稿者全員に送られる予定のメンバーズカード。誌上で公開されているイメージ図によると、カードには週刊3D司会進行役のメンバー達の似顔絵が描かれ、中央に投稿者のペンネームを記入できる欄が設けられる予定。2013年5月現在、発送されていない。
チャンピオン×EXIT TUNES特製プレミアグッズ福袋
投稿レースで1〜10位入賞者に贈呈される賞品。
中身については告知されていないが、先代読者ページ「CTC」でも1〜10位入賞者に「週チャンオリジナルお宝詰め合わせ福袋」が贈呈されていた。

## ハプニング

### 集計ミスによる優勝者取り違え発表
2013年38号の2代目レース最終週にて、2代目レースの優勝者が「竹ちょ」に決定した事が発表された。発表翌日の2013年8月23日、週刊少年チャンピオン編集部は自身のTwitter公式アカウントで、投稿者の「縁導合」と「竹ちょ」の両名からの問い合わせに答える形で誤表記があった事を発表した。
当初はポイント集計ミスではなく投稿者名の記載ミスとされたが、同日夜に改めて発表され、記載ミスではなくポイント集計ミスがあった事が説明された。
説明によると「縁導合」の合計ポイントに集計から漏れた2ポイント分が加算されて54ポイントとなり、「竹ちょ」の合計53ポイントを上回る事になり、従って2代目レース優勝者は「縁導合」に修正された。
2013年39号にて、2代目レース優勝者が「縁導合」に正式に訂正され、週刊少年チャンピオン編集部は「結果的に1位と2位が入れ替わるという大きな誤発表を生んでしまい、投稿者並びに読者の皆様に多大なるご迷惑をおかけしましたことをお詫びいたします」と陳謝した。
なお、週刊3Dの企画に携わるEXIT TUNES側は、2013年8月29日現在この件についてお詫びのコメントを出していない。